# С. Б. В. Екселсиор
Стихтинг Беталд Вутбал Екселсиор (на нидерландски: Stichting Betaald Voetbal Excelsior) е нидерландски футболен отбор от град Ротердам. Създаден е на 23 юли 1902 г. Играе мачовете си на стадион Ваудестейн с капацитет от 3531 зрители. Цветовете на отбора са черно и червено.

## Успехи
- Ерсте Дивиси (Първа дивизия):
  -  Шампион (5): 1973/74, 1978/78, 2005/06

## Известни бивши играчи
- Саломон Калу
- Сивард Спрокел
- Дъстли Мьолдер